# 5025 Mecisteus
5025 Mecisteus este o planetă minoră (asteroid), cu un diametru de 39,843 km, din Asteroid troian al lui Jupiter. A fost descoperită pe 5 octombrie 1986 la Instytut Astronomii⁠(d) de Milan Antal⁠(d) și a fost numită după Mecisteus⁠(d). 
Obiectul prezintă o orbită caracterizată de o semiaxă mare de 5,1980394 UAi, o excentricitate de 0,74404814190896, o înclinație de 11,02429 ° în raport cu ecliptica.